# 마르셀리노 가르시아 토랄
마르셀리노 가르시아 토랄 (Marcelino García Toral, 1965년 8월 14일 ~ )는 스페인의 전 축구 선수이자 현 축구 감독이다. 현재 라리가의 비야레알 감독을 맡고 있다.
선수 시절 포지션은 미드필더였고, 스포르팅 히혼, 라싱 산탄데르, 레반테, 엘체에서 선수생활을 했었다.

## 수상

### 현역
- FIFA U-20 월드컵 : 준우승 (1985)

### 감독
- 세군다 디비시온: 2005–06
- 국왕컵 : 2018-19, 준우승 (2019-20, 2020-21)
- 수페르코파 데 에스파냐 : 2020-21

### 개인
- 미겔 무뇨스 상 (라리가) : 2006–07, 2017-18
- 미겔 무뇨스 상 (세군다 디비시온) : 2008–09
- 라리가 이 달의 감독: 13년 9월, 15년 5월